# Ptychozoon
Ptychozoon es un género de geckos de la familia Gekkonidae. Son arborícolas y de distribuyen por el sur de Asia. Varias especies del género (por ejemplo Ptychozoon kuhli ) pueden planear, algo único de este género.
El gecko volador de Kuhl es un depredador nocturno que espera a los insectos sentado en una rama. Las membranas de sus patas y los repliegues dérmicos de sus extremidades y cola son parte de su camuflaje y aumentan el área de su cuerpo para deslizarse. Si su planeo es más prolongado, la presión del aire extiende estos bordes dérmicos, normalmente plegados bajo su cuerpo.

## Especies
Se reconocen las siguientes nueve especies:
- Ptychozoon horsfieldii (Gray, 1827).
- Ptychozoon intermedium (Taylor, 1915).
- Ptychozoon kaengkrachanense (Sumontha, Pauwels, Kunya, Limlikhitaksorn, Ruksue, Taokratok, Ansermet & Chanhome, 2012).[4]
- Ptychozoon kuhli (Creveldt, 1809).
- Ptychozoon lionotum (Annandale, 1905).
- Ptychozoon mizoramensis Lalremsanga, Muansanga, Vabeiryureilai & Mirza, 2023.[5]
- Ptychozoon nicobarensis (Das & Vijayakumar, 2009).
- Ptychozoon rhacophorus (Boulenger, 1899).
- Ptychozoon trinotaterra (Brown, 1999).